# Шапиро, Соломон Борисович
Соломо́н (Семён) Бори́сович Шапи́ро (в довоенный период был также известен под псевдонимом Сёма Шапи́ров; 20 марта 1909, Варшава — 3 февраля 1967, Кишинёв) — румынский и молдавский советский композитор-песенник, хоровой дирижёр и пианист.

## Биография
В 1928 году окончил Кишинёвское музыкальное училище по классу фортепиано, в 1933 году — Венскую академию музыкальных искусств. Некоторое время играл в оркестре Петра Лещенко в Бухаресте, где жил до 1940 года. Пётр Лещенко исполнял песни Соломона Шапиро «Забыть тебя» (танго, слова П. Лещенко, 1935, записана в 1937 году в бухарестском филиале фирмы «Columbia Graphophone») и «Ваня» (фокстрот, слова П. Лещенко и Л. Федотова, записана в бухарестском филиале фирмы «Columbia Graphophone», 1938, и на фирме «Bellaccord Electro», Рига, 1937).
После присоединения Бессарабии к СССР возвратился в Кишинёв, в 1940—1941 годах руководил первым детским хором Кишинёвского дворца пионеров. В годы Великой Отечественной войны работал в армейской самодеятельности и писал фронтовые песни. В 1945—1950 годах — дирижёр Дома офицеров в Кишинёве.
Первые фортепианные композиции относятся к юношескому периоду. После войны выступал в песенном жанре, широко используя особенности молдавского музыкального фольклора. Написал романсы на стихи Ливиу Деляну, Петру Заднипру, Анатола Гужела, Валентина Рошки, Юрия Баржанского и других современных молдавских поэтов. Автор «Молдавской рапсодии», балета «Гайдуки» (из которого составил сюиту для симфонического оркестра), хоровой музыки (в том числе для детского хора). Среди наиболее известных песен — «Să vină oaspeţi» (В Кишинёв, на стихи Георгия Ходосова), «Oraşul nostru» (Наш город, на стихи Константина Семеновского), «S-a născut o stradă nouă» (Новая улица, на стихи Ефима Кримермана). Последнюю исполнял Молдавский джаз-оркестр «Букурия» под управлением Шико Аранова.
Член Союза композиторов Румынии (1934) и СССР (1940).
Похоронен на Кишинёвском еврейском кладбище.

## Нотные публикации
- С. Б. Шапиро. Sârba flăcăilor: Veniţi, flăcăi, sârba vesel să pornim… (Cântec pentru glas şi pian). Сырба флэкэилор: кынтек пентру глас ши пиан. Кувинте де В. Русу. Кишинёв: Союз композиторов Молдавии, 1948.
- Пойдём сырбу танцевать: Для среднего голоса с фортепиано. М.: Музгиз, 1949.
- Puišor din dâl de moarê: Cântec pentru voce şi pian. Кишинёв: Союз композиторов Молдавии, 1949.
- Cântec despre Serghei Lazo: Nu tunetu’n păduri răsună… (Pentru două voci şi pian). Кишинёв: Союз композиторов Молдавии, 1950.
- Hora hêrničiej. Кишинёв: Союз композиторов Молдавии, 1952.
- Te-aştept cu dor: În floare-i liliacul… (Romanţă pentru voce şi pian). Кишинёв: Союз композиторов Молдавии, 1952.
- С. Б. Шапиро. Ильич ый виу. Кынтик пентру соло ши кор ынсоцит де пиан. Кувинте де Ю. Баржанский. Кишинёв, 1951.
- Cîntece. Кишинёв: Картя молдовеняскэ, 1965.
- Un Cîntec Nou (Новая песня). Кишинёв: Картя молдовеняскэ, 1970.
- Basm: Pentru pian
- Nu spune nu…: Pentru voce cu acompaniament
- Cad ploi tîrzii: Cîntec liric